# Phillip King

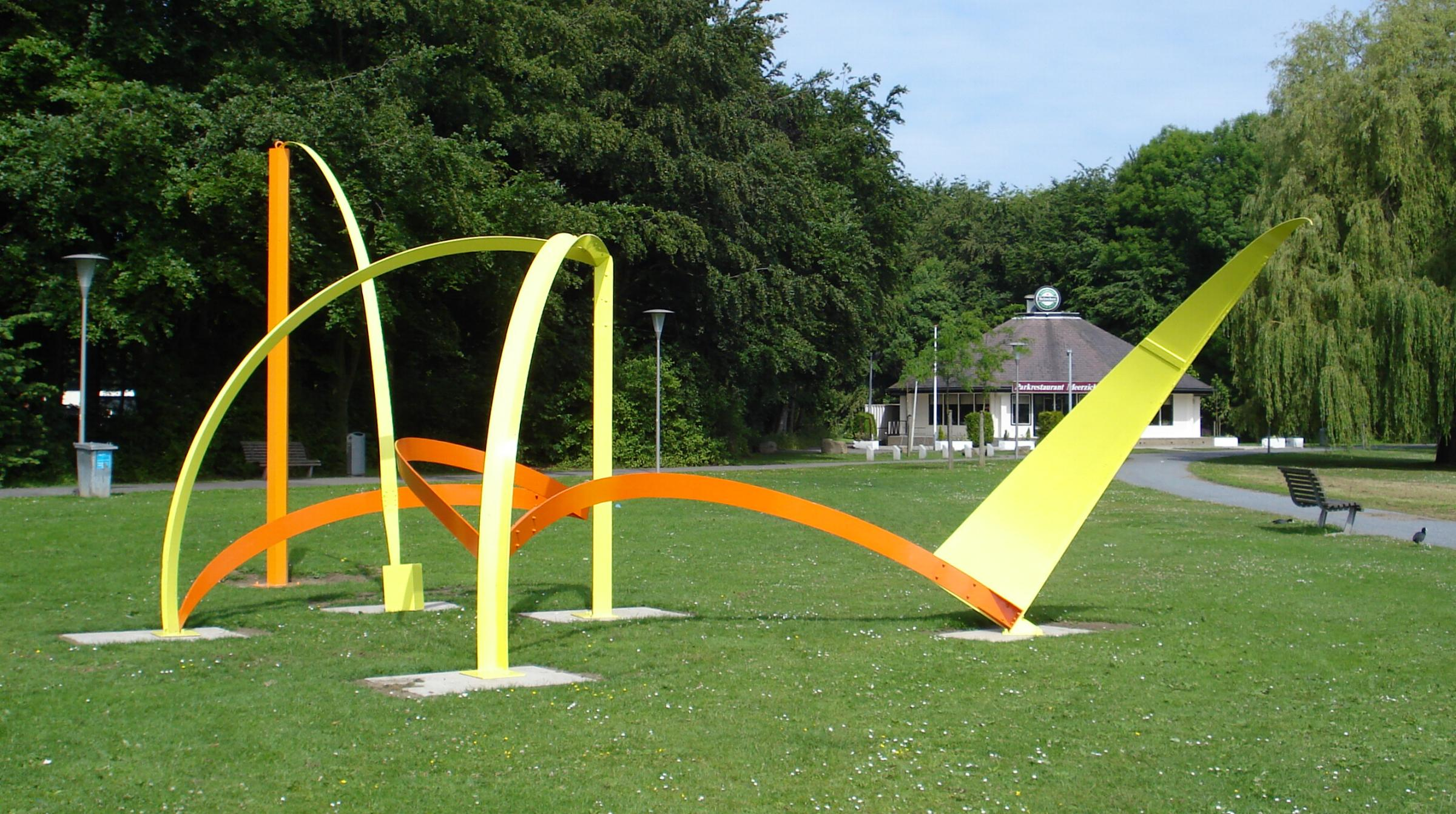
Quill (1971), scultura di Phillip King installata dal 2008 allo Zuiderpark di Rotterdam.

Phillip King (Kheredinne, 1º maggio 1934 – Londra, 27 luglio 2021) è stato uno scultore e docente britannico.

## Biografia
Allievo fra i più noti di Anthony Caro, pur essendone solo una decina d'anni più giovane, ha avuto una formazione culturale abbastanza simile e, come il maestro e grazie a lui, è stato anche assistente di Henry Moore. In seguito alla mostra The new generation del 1965, tenutasi alla Whitechapel Art Gallery di Londra, l'anno successivo sia Caro che King vengono inclusi nell'esposizione "seminale" Primary Structures, al Jewish Museum di New York, come esponenti delle tendenze inglesi nella "New Art".
Presidente della Royal Academy of Arts di Londra dal 1999, nel 2004 si dimette per potersi dedicare totalmente alla ricerca in campo artistico di nuove forme espressive e alla sperimentazione con nuovi materiali tecnologici. Nel 2011 vi ritorna con le sue opere in una mostra dedicata alla scultura inglese del XX secolo.

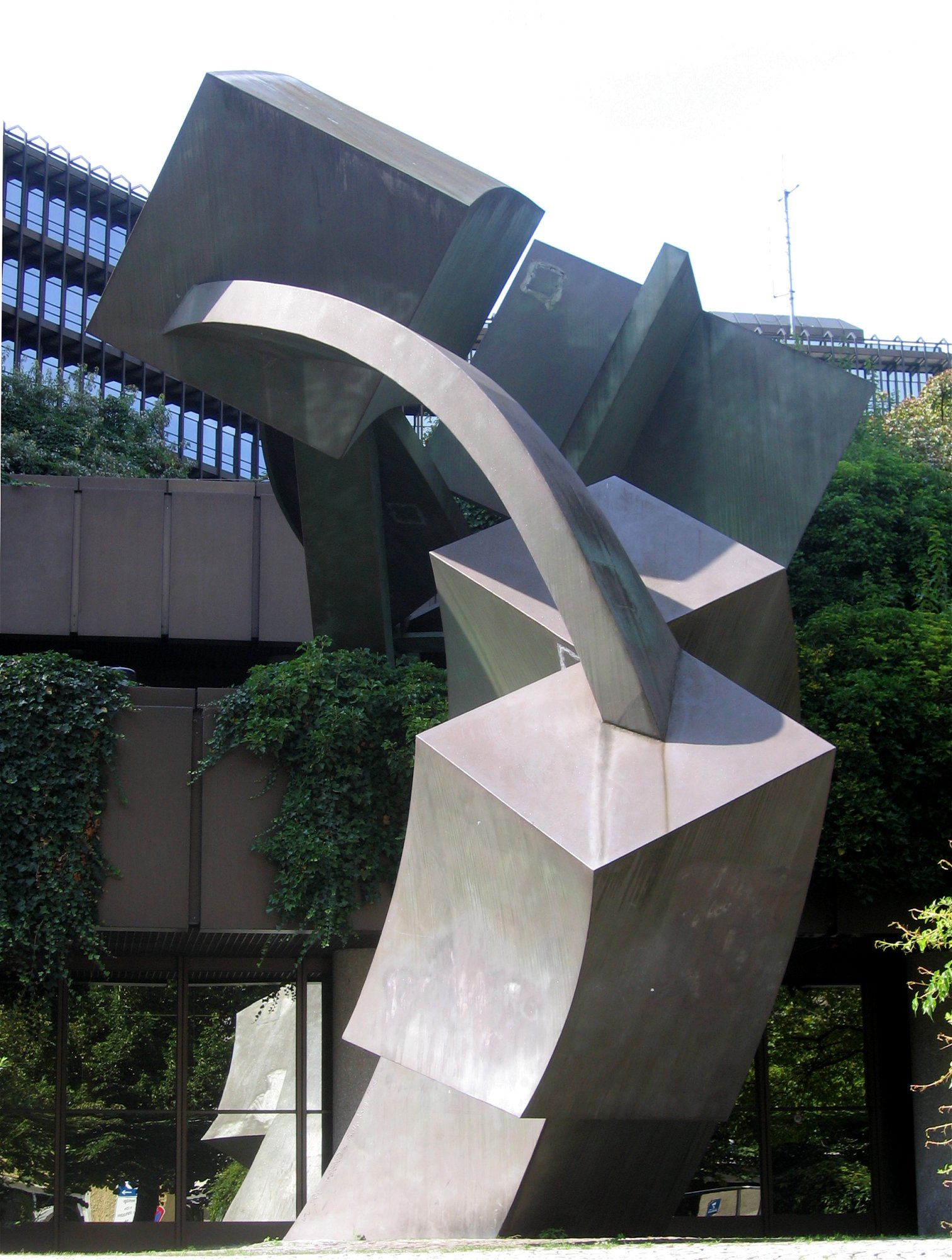
Cross-Bend (1978-80), scultura di Phillip King presso l'Ufficio europeo dei brevetti di Monaco di Baviera.

Nato presso l'antica Cartagine, in Tunisia, da madre francese e padre inglese, terminata la guerra si trasferisce a Londra, ma all'inizio degli anni cinquanta svolge il servizio militare a Parigi dove, dopo essersi dedicato inizialmente alla letteratura (incomincia a scrivere anche un romanzo), ha modo di accostarsi all'arte classica (frequenta il Louvre e disegna schizzi delle sculture greche) e di conoscere personalmente numerosi artisti. Studia poi lingue moderne al Christ's College dell'Università di Cambridge (1954-1957) e scultura alla Saint Martin's School of Art di Londra (1957-1958), dove entra in stretti rapporti con Anthony Caro, suo professore, diventa assistente di Henry Moore (1958-1960) e insegnante a sua volta nella stessa scuola (1959-1980).
Esponente di spicco del gruppo di scultori inglesi formatosi attorno ad Anthony Caro, a partire dal 1957 (Heffer's Gallery di Cambridge) King presenta in numerose mostre personali i suoi lavori, passando dalle piccole sculture surrealiste in argilla e gesso alla vetroresina colorata di opere di maggiori dimensioni e di ispirazione minimalista come Rosebud, Genghis Khan o Twilight che gli dànno la celebrità. Partecipa così alla Biennale internationale des jeunes artistes di Parigi (1963), alle esposizioni internazionali di Kassel documenta 3 (1964) e documenta 4 (1968) e alla mostra londinese The new generation (1965); nel 1966, insieme ad Anthony Caro, rappresenta la "New Art" inglese all'esposizione newyorkese Primary Structures, mentre nel 1968, questa volta con la pittrice Bridget Riley, è il portabandiera della Gran Bretagna alla XXXIV Esposizione internazionale d'arte di Venezia.
Membro del consiglio d'amministrazione della Tate Gallery dal 1967 al 1969, negli anni settanta sperimenta materiali come l'ardesia, il legno e i metalli non lavorati per sfruttarne le superfici grezze al fine di ottenerne nuove modalità espressive e studiarne gli effetti. Docente di scultura alla Hochschule der Künste di Berlino (1979-1980), dal 1980 insegna al Royal College of Art di Londra, di cui diventa professore emerito nel 1990, quando viene nominato docente di scultura alle Royal Academy Schools di Londra.

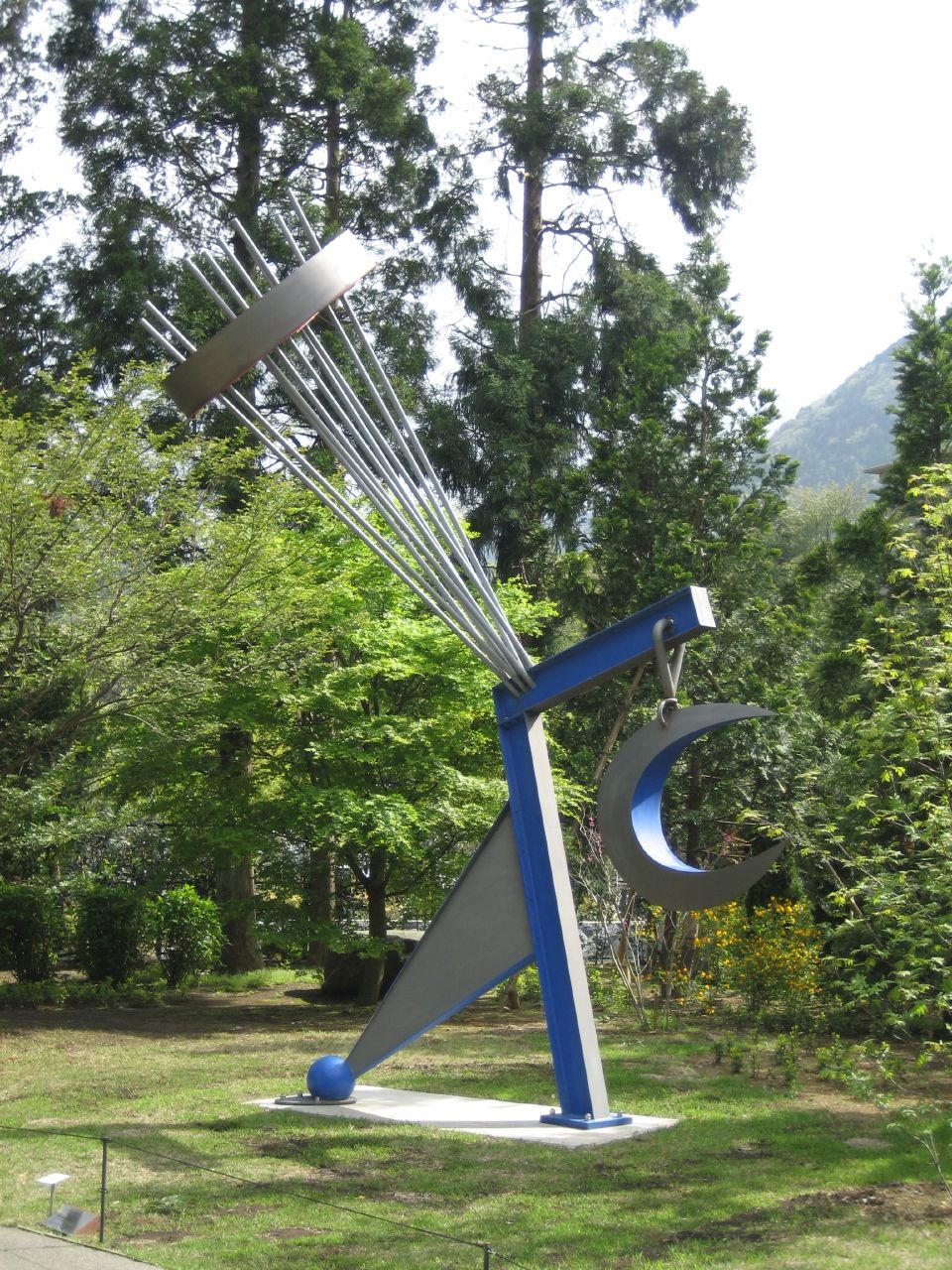
Scultura di Phillip King (anni novanta) nel museo all'aperto di Hakone, in Giappone.

Nel 1993 la sua ricerca lo porta in Giappone dove lavora per alcuni mesi con un ceramista. Nel 1997 una retrospettiva del suo lavoro viene allestita al Forte Belvedere di Firenze, luogo d'eccezione che aveva già ospitato le opere di Henry Moore nel 1972. Lascia l'attività didattica nel 1999 in seguito all'elezione a presidente della Royal Academy of Arts, presumibilmente rifiutando il titolo di cavaliere tradizionalmente connesso a quella carica; rinuncia tuttavia alla presidenza nel 2004 per i gravosi problemi finanziari dell'Accademia che gli impediscono di dedicarsi all'attività creativa.
Nel 2010, riceve il Lifetime Achievement in Contemporary Sculpture Award dell'International Sculpture Center. Attualmente vive (con la moglie Judy Corbalis, una scrittrice neozelandese) e lavora a Londra. Sue opere sono presenti in molte raccolte pubbliche come l'Arts Council di Londra, il British Council, la Tate Gallery, il Los Angeles County Museum of Art in California, il Centro Georges Pompidou di Parigi o il Museo Nazionale d'Arte a Osaka in Giappone. Il Giardino Zen, realizzato da King con gli studenti del Royal College of Art, è esposto all'interno del Tout Quarry Sculpture Park dell'Isola di Portland, nel canale della Manica.